# Pete Tyler
Pete Tyler est un personnage fictif dans la série télévisée britannique de science-fiction Doctor Who créé par le producteur-exécutif Russell T. Davies. Pete était un vendeur de boissons prétendument bonne pour la santé. Il n'a jamais réussi dans sa profession et sa relation avec sa femme s'est détériorée. Il meurt en se rendant au mariage de deux de ses amis, renversé par un chauffard qui a pris la fuite.

## Histoire du personnage

### Saison 1 (2005)

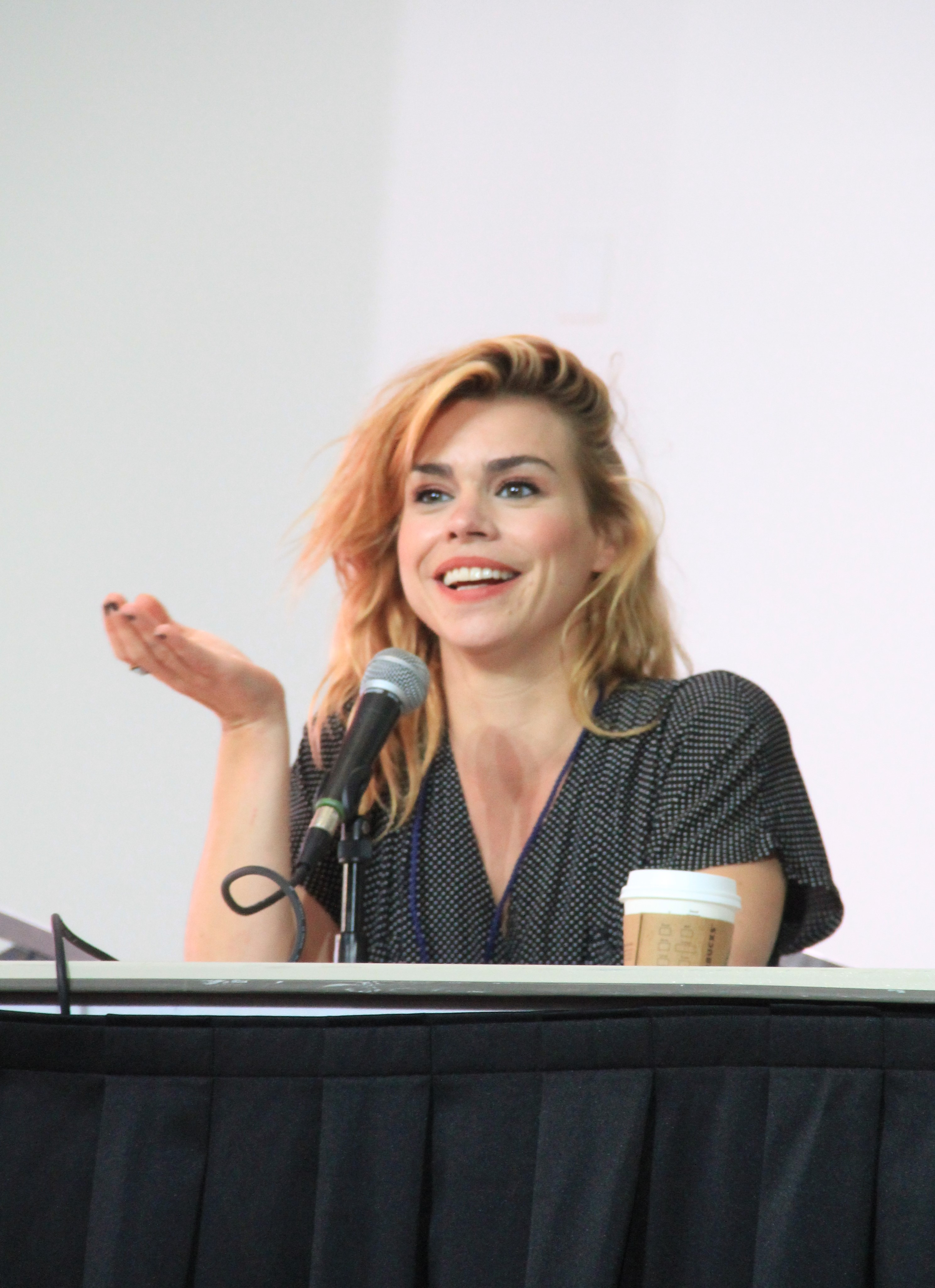
Billie Piper, l'interprète de Rose Tyler, en 2016.

Lors de l'épisode Fêtes des pères, Rose demande au Docteur de retourner au jour de la mort de son père pour qu'il ne meure pas seul, mais Rose ne s'en contente pas, et lui sauve la vie. Cet événement engendre un paradoxe temporel et des créatures chargées de rétablir l'ordre des choses tuent tout ce qui bouge. Rose découvre son père sous un autre jour que celui dont sa mère lui avait parlé : Jackie l'accuse de l'avoir trompée (et ce, plusieurs fois). Pete finit par comprendre que Rose est sa fille et qu'il doit se sacrifier pour sauver sa famille, et le monde entier. Pete se laisse alors heurter par la voiture qui devait le percuter et meurt dans les bras de sa fille.

### Saison 2 (2006)
Dans la première partie de l'épisode Le Règne des Cybermen, le Docteur, Rose et Mickey atterrissent dans un univers parallèle où Pete est toujours vivant et est un grand homme d'affaires riche, vivant avec une version alternative de Jackie. Rose découvre que dans ce monde elle n'existe pas, et que c'est le chien de sa famille alternative qui porte son prénom. Rose et le docteur se font passer pour des servants et Rose se lie d'amitié avec Pete. Lors d'une réception pour l'anniversaire de Jackie, les Cybermen attaquent la demeure, et Pete, Rose et le Docteur s'enfuient dans la fourgonnette des résistants.
Lors de la deuxième partie de l'épisode, Pete révèle à Rose et au Docteur qu'il ne travaillait pas pour la société responsable de l'attaque des Cybermen, mais qu'il agissait comme une taupe. Pete s'inquiète d'avoir laissé sa femme seule et espère qu'elle a pu se sauver. Lui et Rose infiltrent l'usine et ils découvrent avec stupeur que la Jackie alternative est morte et a été changée en Cyberman. Après tout cela, avant de repartir vers d'autres aventures, Rose tente de lui révéler ses origines mais Pete, venant de traverser toutes ces épreuves, se dérobe. Mickey restera dans cet univers parallèle.
Dans le dernier épisode de la saison 2, Adieu Rose, Pete, Mickey et Jake ont rejoint Torchwood et ont trouvé le moyen de voyager entre les différents mondes parallèles. Ils viennent en aide au Docteur pour vaincre les Cybermen. Il rencontre sa femme parallèle Jackie et se rend compte qu'il éprouve des sentiments pour cette Jackie. Lorsque les murs entre les mondes parallèles sont sur le point d’être scellés, il retourne avec Jackie dans son monde parallèle. Pendant ce temps, Rose est restée avec le Docteur, refusant de le laisser seul, mais lorsqu'elle est sur le point d’être aspirée dans la brèche, Pete apparaît et l'emmène dans son monde. Dans cet univers parallèle, Rose rêve du Docteur, qui lui demande de la rejoindre. Avec sa famille « recomposée », elle suit cette voix, et finit en Norvège, où une projection du Docteur l'attend. Rose apprend au Docteur que sa mère est enceinte et attend un bébé de Pete.

### Saison 4 (2008)
Lors de la fin de l'épisode La Fin du Voyage, Jackie révèle au Docteur qu'elle a accouché d'un petit Tony (on savait à la fin d'Adieu Rose qu'elle était enceinte de trois mois), dont le père est Pete. 

## Casting, écriture et réception

### Casting et écriture
Simon Pegg, qui était déjà apparu dans Un Jeu Interminable, avait été d'abord considéré pour interpréter Pete. Le rôle ira finalement à Shaun Dingwall.
Paul Cornell, scénariste de l'épisode Fêtes des Pères, affirme avoir basé le personnage de Pete sur son propre père, qui avait eu plusieurs emplois, dont la vente de boissons, trait que l'on retrouve chez Pete. Lors de l'écriture de l'épisode Adieu Rose, l'équipe de production hésitait sur un point : lors de sa chute dans le Void, Rose devrait-elle être sauvée par Pete ou par Mickey ? Russell T. Davies et Julie Gardner penchaient pour Pete, tandis que Noel Clarke et Phil Collinson voulaient que ce soit Mickey qui sauve Rose. C'est finalement Pete qui sauva Rose, pour montrer qu'il reconnaît Rose comme sa fille.

### Réception
Le magazine SFX jugea que Shaun Dingwall était le « pilier » de l'épisode Fêtes des Pères et qu'il a donné l'une des meilleures performances de la saison. Selon le même magazine, il était inévitable que l'image surfaite que Rose s'était faite de son père se révélerait être loin de la réalité. Il reproche néanmoins à l'équipe de production de ne pas l'avoir rendu aussi « merdique » qu'ils l'auraient pu. Mais, malgré ses défauts, le magazine conclut en disant que Pete est fortement appréciable. Mark Braxton du Radio Times a aussi apprécié la performance « incroyablement bonne » de Dingwall.
Dans son livre Who is the Doctor, Graeme Burk s'est dit avoir été déçu par Pete dans Le Règne des Cybermen, car selon lui, les scénaristes se sont débarrassés de toute la subtilité qui avait fait de Pete un personnage appréciable dans Fêtes des Pères.

## Liste des apparitions du personnage

### Épisodes deDoctor Who
- 2005 : Fêtes des Pères
- 2006 : Le Règne des Cybermen, première partie
- 2006 : Le Règne des Cybermen, deuxième partie
- 2006 : Adieu Rose